# ТЕС Рамгарх
27°20′8″ пн. ш. 70°32′14″ сх. д. / 27.33556° пн. ш. 70.53722° сх. д.
ТЕС Рамгарх – теплова електростанція на північному заході Індії у штаті Раджастхан.
В 1996 році на майданчику станції стала до ладу встановлена на роботу у відкритому циклі газова турбіна потужністю 35,5 МВт. У 2002-му поряд запустили ще одну газову турбіну з показником 37,5 МВт, а наступного року їх використали для створення парогазового блоку комбінованого циклу потужністю 110,8 МВт, для чого встановили після газових турбін два котла-утилізатора, які живлять одну парову турбіну з показником 37,8 МВт.
В 2013 – 2014 роках ввели в експлуатацію другий блок комбінованого парогазового циклу потужністю 160 МВт, в якому одна газова турбіна з показником 110 МВт живить через котел-утилізатор одну парову турбіну з показником 50 МВт.
Станція розрахована на споживання природного газу, який надходить із видобувного району по трубопроводам від Дандевали та Лангтали. Проектне споживання становить 1,18 млн м3 газу на добу. 
Для охолодження використовують воду, подану трубопроводом від одного з відгалужень Каналу Індіри Ганді (бере початок у Пенджабі із річки Сатледж).
Видача продукції відбувається по ЛЕП, розрахованій на роботу під напругою 132 кВ.